# Spectravideo SVI-728
SVI-728 — первый бытовой компьютер компании Spectravideo, полностью соответствующий стандарту MSX. Выпущен в мае 1984 года. Внешне он был практически идентичен более ранней модели SV-328, которая не являлась полностью совместимой со стандартом MSX.

## Технические характеристики
- Процессор: Zilog Z80A, работающий на частоте 3,58 МГц
- ОЗУ: 64 КБ
- Видео-ОЗУ: 16 КБ
- ПЗУ: 32 КБ
  - MSX BASIC версии 1.0
- Видеоконтроллер: Texas Instruments TMS9929A (PAL/SECAM) или TMS9918A (NTSC)
  - Текстовые режимы: 32 x 24 и 40 x 25 символов
  - Графический режим: 256 x 192 точек, 16 цветов
  - Спрайты: до 32 одноцветных спрайтов на экране
- Звук: General Instrument AY-3-8910
  - Три тональных канала
  - Один канал шума
  - 16 уровней громкости для каждого канала
  - Генератор огибающей
- Клавиатура: 90 клавиш
- Разъёмы:
  - Телевизор (для подключения через антенный вход)
  - Монитор (RGB и композитный видеовыход)
  - Бытовой магнитофон (стандартная скорость 2400 бод)
  - Два порта джойстика
  - Порт Centronics для подключения принтера
  - Слот картриджа
  - Разъём расширения (механически нестандартный)
- Возможность подключения устройств расширения:
  - Интерфейс RS-232 с одним портом
  - Контроллер дисковода